# Stevia lucida
Stevia lucida es una planta de la familia de las margaritas (Asteraceae). Es nativa de América, desde México hasta Colombia y Venezuela. Se le conoce comúnmente como jarilla o hierba de la araña.

## Descripción
Es un arbusto entre 1 y 2 m de altura, perenne. Tallitos y hojas glabrados, aunque partes terminales y ejes de inflorescencias en ocasiones tomentosas. Tiene hojas con peciolos entre 0,5 y 3,5 cm de largo; lámina entre 2 y 9 cm de largo y entre 0,3 y 4,3 cm de ancho, de lanceoladas a ovado-lanceoladas, base corto cuneada, margen con 11 a 27 pares de dientes, nervadura pinnada.
Inflorescencias en corimbos congestos. Cabezuelas discoides, sésiles o sobre pedicelos hasta 2 mm de largo; brácteas involucrales más grandes hasta 8.5 mm., esparcido y corto pilosas, al menos hacia la base, con glándulas sésiles. Flores entre 6 y 7,5 mm de largo, rosado tenue, esparcido pilosas y con glándulas sésiles en la superficie externa, principalmente hacia la base. Aquenios entre 3,5 y 5,5 mm. largo, diminuto híspidos; vilano una corona de diminutas escamas.

## Distribución
S. lucida es nativa de los siguientes países: Colombia, Costa Rica, Guatemala, México, Panamá y Venezuela. En Costa Rica se encuentra en ambas variantes de la cordillera de Talamanca. Por lo general se encuentra entre los 2400 y los 3500 m s. n. m.